# Rodriguesophis scriptorcibatus
Espèce
Synonymes
- Phimophis scriptorcibatus Rodrigues, 1993

Rodriguesophis scriptorcibatus  est une espèce de serpents de la famille des Dipsadidae.

## Répartition
Cette espèce est endémique de l’État de Bahia au Brésil.

## Description
L'holotype de Rodriguesophis scriptorcibatus, un mâle, mesure 316 mm dont 70 mm pour la queue. Cette espèce a le dos gris foncé et présente un collier.

## Étymologie
Son nom d'espèce, du latin scriptor, « écrivain », et cibatus, « nourriture », lui a été donné en référence au fait que cette espèce se nourrit de lézards  des sables (Calyptommatus sp.) appelés communément  escrivões (écrivains) à cause des traces qu'ils laissent sur le sol.

## Publication originale
- Rodrigues, 1993 : Herpetofauna of palaeoquaternary sand dunes of the middle Sao Francisco River: Bahia: Brazil. 6. Two new species of Phimophis (Serpentes: Colubridae) with notes on the origin of psammophilic adaptations. Papéis Avulsos de Zoologia (São Paulo), vol. 38, no 11, p. 187-198 (texte intégral).